# Phyllis Haver
Phyllis Haver (eg. Phyllis O'Haver), född 6 januari 1899 i Douglass, Kansas, död 19 november 1960 i Falls Village, Connecticut, var en amerikansk skådespelerska.
Efter att ha avslutat sina högskolestudier fick hon arbete som pianist i en stumfilmsbiograf. Hon gjorde snart själv filmdebut - 1916 som så kallad "Bathing Beauty" i filmer av Mack Sennett.
Hon var en lång och tjusig blondin och snart fick hon huvudroller och blev en av Hollywoods främsta sexsymboler.
1929 drog hon sig tillbaka från filmen och gifte sig med en miljonär. Paret skildes 1945, men Haver gjorde aldrig comeback. 
Hon hittades död i sitt hem i Connecticut, 61 år gammal. Hon hade tagit en överdos sömnmedel, och dödsfallet betraktades som självmord.

## Filmografi i urval (regissör)
- 1920 – Lögn och förbannad dikt
- 1920 – Small Town Idol
- 1923 – En kristen (Maurice Tourneur)
- 1923 – Buster i luften (Buster Keaton och Edward F. Cline)
- 1923 – Modellen från gatan
- 1923 – Temple of Venus
- 1924 – Liljorna på marken (John Francis Dillon)
- 1924 – Jazzflickor (John Francis Dillon)
- 1924 – Försummade fruar
- 1924 – Livets äventyr (Charles Brabin)
- 1926 – På Mabels rum
- 1926 – Adam och Eva (Howard Hawks)
- 1926 – 3 dåliga män (John Ford)
- 1926 – Rivalerna (Raoul Walsh)
- 1927 – Festelse (Victor Fleming)
- 1927 – Tant Marys föryngringskur
- 1927 – Blixtrande klingor (Donald Crisp)
- 1927 – Chicago
- 1928 – Kampen mellan könen (D.W. Griffith)
- 1928 – Sally från Singapore
- 1928 – Farliga vapen
- 1929 – Stål mot stål
- 1930 – She Couldn't Say No (Lloyd Bacon)